# Félix (nombre)
Félix  es un nombre propio masculino en su variante en español. Procede del latín y significa «Aquel que se considera feliz o afortunado». Algunos variantes femeninos de este nombre es: Feliciana, Felisa o Felicia.

## Origen
Félix  es el nombre de un personaje bíblico del Nuevo Testamento:
- Félix uno de los libertos del emperador Claudio, y por él designado para ser procurador de Judea, 51 d. C. Cuando Pablo fue enviado preso a Cesarea, se mostró ante Félix. (Hechos 23:24, 26; 24:3-27; 25:14).

## Santoral
La celebración del santo de Félix se corresponde a diferentes fechas para la celebración de su onomástica, pero las más tradicionales son: el 14 de enero (S. Félix de Nola); el 18 de mayo (S. Félix de Cantalicio); el 29 de mayo (S. Félix ermitaño español del siglo VIII nacido en Zaragoza); el 30 de mayo (S. Félix I papa); el 5 de junio (S. Félix de Frizlar, monje alemán); el 29 de julio (S. Félix II papa y mártir); el 1 de agosto (S. Félix de Lyon); el 22 de septiembre (S. Félix IV papa); el 6 de noviembre (S. Félix mártir africano y S. Félix monje italiano del siglo VI); y por último el 20 de noviembre (S. Félix de Valois). 

## Variantes en otros idiomas
| Variantes en otros idiomas | Variantes en otros idiomas |
| -------------------------- | -------------------------- |
| Alemán                     | Felix                      |
| Catalán                    | Fèlix, Feliu               |
| Checo                      | Felix                      |
| Español                    | Félix                      |
| Esperanto                  | Felikso                    |
| Euskera                    | Peli                       |
| Francés                    | Félix                      |
| Gallego                    | Fiz, Fins                  |
| Griego                     | Φήλιξ (Félix)              |
| Hebreo                     | פליקס                      |
| Inglés                     | Felix                      |
| Italiano                   | Felice                     |
| Letón                      | Fēlikss                    |
| Lituano                    | Feliksas                   |
| Latín                      | Felix                      |
| Neerlandés                 | Felix                      |
| Polaco                     | Feliks                     |
| Portugués                  | Félix                      |
| Ruso                       | Феликс (Feliks)            |
| Georgiano                  | ფელიქს (Pheliks)           |